# 徳寿院 (足立区)
徳寿院（とくじゅいん）は、東京都足立区にある真言宗豊山派の寺院。新四国四箇領八十八箇所霊場第2番札所。

## 歴史
鎌倉時代に開山された。西新井大師総持寺の末寺として創建したのが起源である。
その後寺運衰微したが、江戸時代に栄祐阿闍梨によって中興された。
昭和期に区画整理事業と尾竹橋通り新設工事に伴い、本堂の移設を余儀なくされている。

## 交通アクセス
- 大師前駅より徒歩10分。